# Tyske ord og vendinger
 Denne artikel bør gennemlæses af en person med fagkendskab for at sikre den faglige korrekthed.

På dansk vil der i nogle tilfælde blive benyttet ord og vendinger fra tysk. I moderne dansk er fænomenet dog ikke så udbredt som brugen af ord og vendinger fra engelsk. Bemærk, at det danske sprog i dag indeholder en lang række låneord lånt fra plattysk – disse ord hører ikke under emnet for denne artikel.

## Eksempler på tyske udtryk brugt i dansk sprog
Aber dabei, uheldig eller besværlig biomstændighed ved noget.
Alles in Ordnung, "Alt i orden"
altmodisch, gammeldags.
Anderswo engagiert, travlt beskæftiget andetsteds.
Besserwisser, en bedrevidende.
Eins Bier, øl af samme tønde; hip som hap
Dann haben wir andere Methoden, så har vi andre metoder i betydningen, at de andre metoder er værre end den først benyttede. Giver associationer til forhørsteknikker.
Feinschmecker, kræsen kender.
Fingerspitzengefühl, fin fornemmelse for noget.
Gefühl(en), "tage noget på gefühl(en)", improvisere
Habengut, ejendele, udstyr - spøgende.
Hochsitz, hævet platform, som en jæger kan sidde på, for eksempel ved bukkejagt.
keine Hexerei nur Behändigkeit, "Ingen hekseri, kun behændighed".
Klugscheisser, nedsættende om en bedrevidende person, en besserwisser
Lebensraum, albuerum, imperialisme. Ordet minder om Adolf Hitlers ekspansion i Østeuropa
Nachspiel, efterspil. Især om festligheder efter teaterforestillinger og koncerter.
Nacht und Nebel, mørklægning. Specielt om Hitlers fanger, der gemtes i Riget.
Nebengeschäft/nebengesjæft, bierhverv
Ordnung muss sein, der skal være styr på tingene
Prügelknabe/prygelknabe, syndebuk, øretævernes holdeplads
Salonfähig/salonfæhig, med gode manerer.
Sauerkraut, surkål.
so ein ding muss ich auch haben, sådan en må jeg også have
stilleben, maleri af frugter, blomster o.lign.
Totschläger/totenschlæger, gummiknippel med en blyklump i spidsen.
Wunderkind, vidunderbarn

## Tyske udtryk opstået i Danmark
Det særlige ved vendinger som die dummen Dänen, keine Hexerei nur Behändigkeit samt aber dabei (i betydningen, der er en hage ved noget) er, at de ikke kendes på tysk. Der er muligvis tale om tyske ordsprog konstrueret i Danmark eller tidligere danske vendinger, der er oversat til tysk for at give vendingerne en anden karakter.

## Forkortelser
Gestapo, Geheime Staatspolizei, Nazitysklands hemmelige politi; kan bruges som slang for en alt for ihærdig person.
HIPO, Hilfspolizei, hjælpepoliti under Besættelsen; nedladende slang om politiet.
Stasi, Staatssicherheitsdienst, DDRs efterretningstjeneste; kan bruges som slang om en alt for nysgerrig person.

## Sønderjysk
Affentittengeil "Helt vildt fedt".
Mojn ((plattysk): moin), goddag; farvel.
Bemærk: Wikipedia er ikke en tysk-dansk ordbog
1. ↑  Karen Margrethe Pedersen (2011) Valgkamp på sønderjysk. I: Jysk, Ømål, Rigsdansk mv., red. Red. Torben Arboe og Inger Schoonderbeek Hansen, Peter Skautrup Centret for Jysk Dialektforskning Nordisk Institut, Aarhus Universitet